# Блэк-Пойнт
Блэк-Пойнт (англ. Black Point) — один из районов Багамских островов. По состоянию на 2010 год численность его населения составляет 414 человек, а площадь — 12,1 км².
Район состоит из части острова Грейт-Гуана (где расположен город Блэк-Но), район также состоит из Фармерс-Кей и Станиэл-Кей.

## Описание Блек-Пойнт
На побережье много ресторанов, кафе с едой из морепродуктов, рыбы. На пляже и дне лежит черный вулканический песок, вода чистая и лазурная. В воде много рыб, моллюсков и морских жителей. В лесах на острове обитает много зверей и необычных птиц исчезающих видов. Здесь растут плодородные деревья, кустарники, различная растительность.
Из достопримечательностей на территории пляжа находится известный Блэк-Пойнт-Туннель, созданный в 1815 году. Его создали рабы, чтобы было удобно транспортировать продукцию с плантаций на севере в столицу острова Сент-Винсента Кингстаун. В городе туристы часто посещают известный Ботанический эксклюзивный парк.

## Благоприятное время
Самое благоприятное время для путешествий – период с декабря по май. Много осадков выпадает летом и осенью. Самый влажный месяц в году – июль. Бывают ураганы. Средняя температура - +26 градусов. Климат влажный, тропический пассатный.